# 5237 Yoshikawa
5237 Yoshikawa è un asteroide della fascia principale del diametro medio di circa 13,8 km. Scoperto nel 1990, presenta un'orbita caratterizzata da un semiasse maggiore pari a 2,2406026 UA e da un'eccentricità di 0,0946228, inclinata di 5,13790° rispetto all'eclittica.